# 알프레도 디 스테파노
알프레도 스테파노 디 스테파노 라울에(스페인어: Alfredo Stéfano di Stéfano Laulhé, 1926년 7월 4일 ~ 2014년 7월 7일)는 아르헨티나와 스페인의 전직 축구 선수 겸 축구 감독이다.
디 스테파노는 금빛 화살(Saeta rubia)이라는 별명을 가지고 있었다. 펠레가 선정한 FIFA 100에도 선정되었다. 2014년 7월 7일, 그는 레알 마드리드의 홈구장 산티아고 베르나베우 근처를 걷다가 심장마비로 쓰러졌다. 이후 그는 병원으로 이송되어 치료를 받았지만 결국 항년 88세의 나이로 타계하였다.
2014년 7월 9일에 열린 아르헨티나와 네덜란드의 2014년 FIFA 월드컵 준결승전 경기가 열리기 전에 디 스테파노를 추모하는 1분 동안의 묵념 행사가 진행되었다. 또한 아르헨티나 대표팀은 그에 대한 존경의 표시로 유니폼에 검은 리본을 달았다.

## 클럽 경력
디 스테파노는 1950년대, 스페인의 축구 클럽 레알 마드리드에서 활약했으며, 레알 마드리드가 1955년에서 1960년까지 5시즌 연속 UEFA 챔피언스리그 우승 트로피를 따내는 데 크게 기여했다.

## 국가대표팀 경력
디 스테파노는 아르헨티나, 스페인 2개국의 국가대표팀에서 뛴 경력을 가지고 있다.

## 수상 내역

#### 클럽
- 아르헨티나 리버 플레이트
  - 프리메라 디비시온 아르헨티나: 1945, 1947
  - 코파 알다오 : 1947
- 콜롬비아 CD 로스 미요나리오스
  - 콜롬비아 챔피언십 : 1949, 1951, 1952
  - 코파 콜롬비아 : 1953
  - 스몰 월드컵 : 1953
- 스페인 레알 마드리드
  - 라리가 : 1953-54, 1954-55, 1956-57, 1957-58, 1960-61, 1961-62, 1962-63, 1963-64
  - 국왕컵 : 1961-62
  - 유로피언컵 : 1955-56, 1956-57, 1957-58, 1958-59, 1959-60
  - 인터컨티넨탈컵 : 1960
  - 라틴컵 : 1955, 1957
  - 스몰 월드컵 : 1956

#### 아르헨티나
- 코파 아메리카 : 1947

### 감독

#### 보카 주니어스
- 프리메라 디비시온 : 1969,
- 코파 아르헨티나 : 1969

#### 리버 플레이트
- 프리메라 디비시온 : 1981

#### 발렌시아
- 라리가 : 1970–71
- 세군다 디비시온 : 1986-87
- 유로피언 컵위너스컵 : 1979-80

#### 레알 마드리드
- 수페르코파 데 에스파냐 : 1990

### 개인
- 발롱도르 : 1957, 1959
- 유로피언컵 득점왕 : 1957-58, 1961-62
- 아르헨티나 프리메라 디비시온 득점왕 : 1947
- 캄페오나토 프로페시오날 득점왕 : 1951, 1952
- 스몰 월드컵 득점왕 : 1956
- 라리가 득점왕 : 1953-54, 1955-56, 1956-57, 1957-58, 1958-59
- 스페인 올해의 운동선수 : 1957, 1959, 1960, 1964
- 월드 사커 올해의 팀[2] : 1960, 1961, 1962, 1963, 1964
- FIFA 공로상 : 1994
- UEFA 회장상 : 2007
- 골든풋 : 2004
- IFFHS 레전드

#### 선정
- 슈퍼 발롱도르[3] : 1989
- 발롱도르 드림팀 실버[4] : 2020
- UEFA 주빌리 어워드[5] : 2004
- FIFA 역대 베스트 : 1998
- 월드 사커 역대 베스트 : 2013
- AS 역대 베스트 : 2021
- FIFA 100 : 2004

#### 발롱도르[6]
- 1956 - 2
- 1957 - 1
- 1959 - 1
- 1960 - 4
- 1961 - 6